# Isla Vista virus
Isla Vista virus (англ.) — вид вирусов, возможный член рода Orthohantavirus из порядка Bunyavirales. Как и Prospect Hill orthohantavirus, распространён на территории Северной Америки.
В настоящий момент вирус изучен плохо. Известно, что он имеет много общих черт с вирусом Prospect Hill orthohantavirus. Например, они разделяют одного переносчика — калифорнийскую полёвку (Microtus californicus).
Впервые образцы с данным видом вируса были обнаружены в 1975 году на территории округа Ориндж, штат Калифорния. На момент обнаружения не было принято решения о выделении Isla Vista virus в отдельный вид. Позже, в 1994—1995 годах, исследования генома показали, что он отличается от других хантавирусов. С 1999 по 2016 год был валидным видом в роде Hantavirus, но исследования 2016 года не дали достаточных оснований для сохранения этого статуса и перевели таксон в возможные члены рода.